# 4-肼基吡啶
4-肼基吡啶是一种有机化合物，化学式为C5H7N3，它可由4-氯吡啶和水合肼在1-丙醇中回流得到。它和1,4-二(溴甲基)苯反应，得到吡啶氮烷基化的双季铵盐。它和乙酰丙酮反应，可以得到4-(3,5-二甲基-1H-吡唑基)吡啶。